# Cuce
Cuce su jedno od 9 crnogorskih plemena iz Katunske Nahije nastanjeno u susjedstvu plemena Bjelica, Krivošija, Ozrinića (Kćevo) i Ćeklića.
Cuce se dijele na Velje Cuce čija su glavna naselja Zaljut i Grepca te niz manjih zaselaka u 'Trešnjevaćkoj opštini' s glavnim selom Trešnjevo, i na Male Cuce u selima Prentin Do (redovito pogrešno govore Pretin Do), Trnjine, Rovine, te u par malenih naselja u području Vrljeroga, koja imaju tek po kuću ili dvije. U selo Polje ili Kobilji Do glavnina stanovništva dolazi tek početkom 19. stoljeća i to iz spomenutog sela Trnjina i Rovina. Bratstvo Lakovići čini glavninu stanovništva Kobiljeg Dola. 

## Vanjske poveznice
- Pleme CUCE (VELJE I MALE)